# Temistokles
Temistokles (gr. Θεμιστοκλῆς, trl. Themistoklḗs; ur. ok. 524 p.n.e. w Atenach, zm. ok. 459 p.n.e. w Magnezji nad Meandrem) – polityk i wódz ateński, piastujący oficjalne stanowiska archonta i stratega, przywódca stronnictwa demokratycznego, twórca potęgi morskiej Aten w V wieku p.n.e.

## Pochodzenie
Wywodził się z arystokratycznego rodu Lykomidów, był synem Neoklesa, choć jego matka często opisywana była jako cudzoziemka, co stawiałoby Temistoklesa na niskim szczeblu drabiny społecznej.

## Kariera polityczna

### Na szczytach władzy
W 493/2 p.n.e. wybrany został na archonta-eponima i zaraz rozpoczął umacnianie Pireusu, ateńskiego portu i bazy floty. Wystąpił z planem budowy potężnej floty na bazie dochodów z nowo odkrytych złóż srebra w górach Laurion (około 200 talentów rocznego dochodu) i pomimo opozycji, której przewodził Arystydes Sprawiedliwy, proponującej rozdanie zysków pomiędzy obywateli, udało mu się przekonać ateńskie Zgromadzenie Ludowe do swojego planu. Temistokles uzasadniał potrzebę budowy silnej floty wymogami wojny z Eginą, choć wiedział, że flota ta przyda się w nieuniknionej konfrontacji z Persami, którzy w tym momencie wydawali się odlegli i nie budzący obawy u większości Ateńczyków. Przy okazji doprowadził do wygnania z Aten swojego najgroźniejszego (w owym czasie) przeciwnika politycznego Arystydesa (483 lub 482 p.n.e.).

### Wojna z Persją
W efekcie szeroko zakrojonej akcji rozbudowy floty w momencie agresji perskiej w 480 p.n.e. Ateny dysponowały już ok. 300 okrętami (3 lata wcześniej tylko 70), przy czym wszystkie nowe okręty były nowoczesnymi trierami. Flota ateńska stała się najsilniejszą w całej Grecji i Ateny wysunęły się na pierwszy plan w wojnie z Persją. Temistokles brał udział w nierozstrzygniętej bitwie pod Artemizjonem w sierpniu 480 p.n.e. Był autorem planu ewakuacji ludności Aten na Salaminę oraz koncentracji floty ateńskiej w Zatoce Salamińskiej po klęsce pod Termopilami. Mimo że formalnie to nie on dowodził siłami greckimi w bitwie pod Salaminą, to niemal w całości jemu należy przypisać sukces w tej bitwie. Spartanie byli przeciwni walce w tym momencie z silniejszą flotą perską, zamierzając wycofać się na Peloponez, jednak on sprowokował Persów – wiedząc, że warunki sprzyjają Grekom, zawiadomił Kserksesa I przez swojego zaufanego niewolnika Skinnosa, że Hellenowie zamierzają uciec. W tej sytuacji perski władca wydał rozkaz natychmiastowego otoczenia i zniszczenia floty greckiej. Bitwa okazała się całkowitym sukcesem połączonych sił greckich. Po ostatecznym zwycięstwie Greków pod Platejami w 479 p.n.e., nie wierząc w trwałość sojuszu Aten ze Spartą, na jednym ze zgromadzeń ludowych chciał oświadczyć swój zbawienny dla Aten plan, lecz przestrzegł ich, że nikt nie powinien go znać. Zgromadzeni obywatele w roli jego powiernika wyznaczyli więc Arystydesa. Oznajmił mu, iż flota lacedemońska znajduje się na lądzie pod Gyteum i że można ją potajemnie podpalić, by zniszczyć przewagę Sparty. Arystydes wrócił do ludu, który, oczekując z zaciekawieniem jego słów, rzekł, że propozycja Temistoklesa, mimo iż korzystna, była nieuczciwa. Ateńczycy, bez wnikania w dalsze szczegóły odrzucili ten pomysł. Temistokles odbudował Pireus, był inicjatorem rozpoczęcia odbudowy zniszczonych przez Persów Aten od wzniesienia murów obronnych, co spotkało się ze sprzeciwem Sparty, oraz połączenia Aten z Pireusem tzw. długimi murami. W 478 p.n.e. nie dopuścił do ukarania miast neutralnych lub stojących po stronie perskiej podczas najazdu perskiego, przeciwstawiając się w ten sposób Sparcie, dążącej do hegemonii w Grecji. Był współtwórcą, obok Arystydesa, I Ateńskiego Związku Morskiego (zima 478/477 p.n.e.).

### Upadek i emigracja

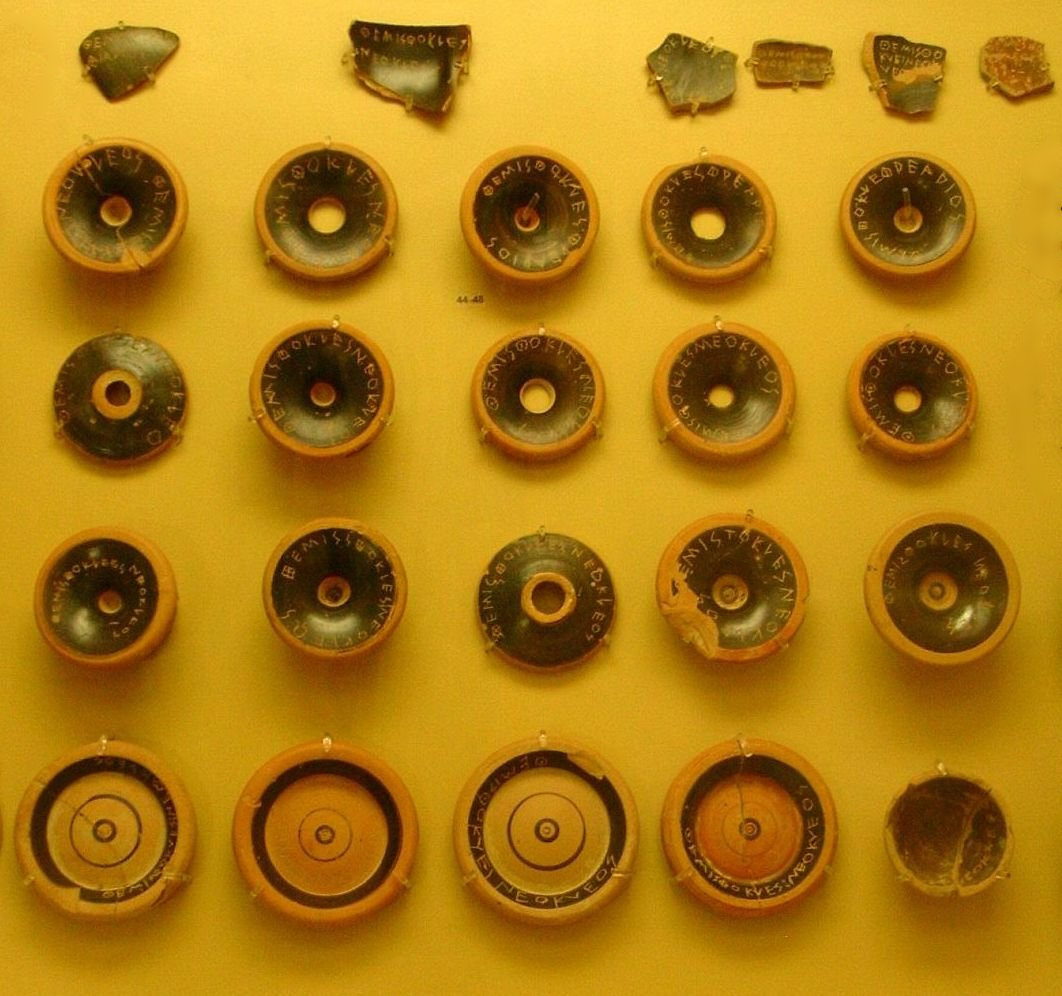
Ostraki z wydrapanym imieniem Temistoklesa, odnalezione na zboczu ateńskiego Akropolu, zbiory Muzeum Agory

Polityka Temistoklesa wrogości wobec Sparty napotkała opór Kimona, który główne zagrożenie widział w Persach. Ataki na Temistoklesa pojawiły się już około połowy lat siedemdziesiątych. W 472 lub 471 p.n.e. Temistokles padł ofiarą ostracyzmu w Atenach. Udał się wówczas do Argos (wrogiego Sparcie), gdzie prowadził ożywioną działalność antyspartańską. Przebywał także w Mantinei i innych miastach-państwach Peloponezu. Władze Sparty zaniepokojone efektywnością poczynań Temistoklesa na Peloponezie, oskarżyły go w Atenach o współdziałanie z Pauzaniaszem w knowaniach z Persami. Na podstawie wątpliwych dowodów wrogowie Temistoklesa doprowadzili do zaocznego skazania go na śmierć.

## Ostatnie lata
Ścigany Temistokles uciekł z Argos na Korkyrę (ok. 467 p.n.e.), później do Epiru, gdzie jako błagalnik znalazł schronienie u króla Molossów, Admeta, aby ostatecznie w 465 p.n.e. znaleźć się na dworze króla perskiego Artakserksesa I Makrocheira, który za dobrą służbę oddał mu we władanie Magnezję, Lampsakos i Myontos, nad którymi panował jako perski namiestnik. Zmarł – według Tukidydesa – śmiercią naturalną, według innych autorów popełnił samobójstwo poprzez otrucie, nie chcąc walczyć przeciwko swoim rodakom po stronie Persów.

## Rodzina
Temistokles był dwukrotnie żonaty, obie żony były Atenkami. Druga z nich, Archippe, wyjechała wraz z nim i młodszymi dziećmi do Azji. Dwie córki Temistoklesa nosiły niezwykłe imiona: Sybaris i Italia.

## W oczach starożytnych
O Temistoklesie w starożytności pisali: Arystoteles w „Ustroju politycznym Aten”, Diodor Sycylijski w „Bibliotheke” (Biblioteka), Herodot w „Dziejach”, Nepos w „Żywotach wybitnych mężów”, Plutarch z Cheronei w „Moraliach”, Tukidydes w „Wojnie peloponeskiej”.
Wśród starożytnych uważany był za postać kontrowersyjną. Dzieła Herodota i Plutarcha noszą ślady korzystania ze źródeł nieprzychylnych Temistoklesowi. Natomiast Tukidydes tak go oceniał „... zasługiwał na większy podziw niż ktokolwiek inny; dzięki bowiem wrodzonemu talentowi, bez żadnych uprzednich, czy późniejszych studiów, oceniał po krótkim zastanowieniu najtrafniej każdą aktualną sytuację i najlepiej przewidywał daleką przyszłość ... Bystro przenikał dobre i złe strony przyszłych wypadków, osnutych jeszcze mrokiem tajemnicy. Słowem był to człowiek, który dzięki wrodzonemu geniuszowi umiał od razu trafić w sedno rzeczy”.